# Werner Hagedorn (Gewerkschafter)
Werner Hagedorn (* 1. September 1929 in Remscheid; † 17. Februar 2019 in Wuppertal) war ein deutscher Finanzbeamter und Gewerkschafter.

## Leben und Werk
Hagedorn war von 1979 bis 1987 Vorsitzender der Deutschen Steuer-Gewerkschaft.
Im Anschluss daran wurde er beim Dachverband des Deutschen Beamtenbundes zum Bundesvorsitzenden gewählt und bekleidete dieses Amt von 1987 bis 1995.

## Ehrungen
- Bundesverdienstkreuz 1. Klasse (1989)
- Großes Verdienstkreuz der Bundesrepublik Deutschland (1995)
- Großes Goldenes Ehrenzeichen für Verdienste um die Republik Österreich (1996)
- Ehrenvorsitzender der Deutschen Steuer-Gewerkschaft
- Ehrenvorsitzender des Deutschen Beamtenbundes